# Anneke von der Lippe
Anneke von der Lippe (Oslo, 22 de julio de 1964) es una actriz noruega de cine, teatro y televisión, conocida por haber sido la primera intérprete nórdica en ganar un Premio Emmy Internacional.

## Biografía
Graduada de la Academia Nacional Noruego de Teatro en 1988, ha actuado tanto en el Det Norske Teatret y el Teatro Nacional de Oslo, interpretando papeles como el de Nora en la representación de Casa de muñecas; el de Masja en Las tres hermanas de Anton Chekhov; y el de Gwendolen Fairfax en La importancia de llamarse Ernesto de Oscar Wilde.
Ha sido galardonada en dos ocasiones, con el Premio Amanda a la mejor actrizː por Krigerens hjerte en 1992 y por Over stork og stein y Pan en 1995. En 2005, fue la primera actriz noruega en la historia, en ser nominada a un premio Emmy internacional por su papel en el drama televisivo Ved Kongens bord.
En 2015, Anneke ganó el Premio Emmy Internacional a la mejor actriz por su papel en el drama televisivo de NRK, Øyevitne.

## Filmografía seleccionada
- Krigerens hjerte (1992)[4]
- Flaggermusvinger (1992)
- Over stork og stein (1994)
- Pan (1995)
- Barbara (1997)
- Only Clouds Move the Stars (1998)
- Misery Harbour (1999)[5]
- Lime (2001)
- Ved kongens bord (2005)[6]
- Trigger (2006)[7]
- Ulvenatten (2008)
- Øyevitne (2014)[8]
- Homesick (2015)[9]
- Kielergata (2018)[10]
- Bortført (2021)[11]
- Trol (2022)[12]

## Vida personal
Von der Lippe reside en Oslo y está casada con el director Morten Cranner y tiene dos hijos.